# Oshawa Generals
Die Oshawa Generals sind ein kanadisches Eishockeyteam aus Oshawa. Das Team wurde 1956 als Nachwuchsteam gegründet und spielt in einer der drei höchsten kanadischen Junioreneishockeyligen, der Ontario Hockey League (OHL).

## Geschichte

### Die ersten Generals (1937–1953)
Schon seit kurz nach 1900 wurde in Oshawa Eishockey gespielt. 1937 wurden die Oshawa Generals als Juniorenteam gegründet. Der Name ist auf General Motors, den Hauptarbeitgeber der Stadt und Sponsor in der damaligen Zeit, zurückzuführen. Als damaliger Manager fungierte Matt Leyden. Bis 1946 war das Team eines der stärksten Juniorenteams Kanada. Rund 20 Spieler aus den Reihen der Generals schafften in dieser Zeit den Sprung in die NHL. Ab 1950 war man Teil der Organisation der Detroit Red Wings. Ein Brand der Hambly Arena im September 1953 beendete vorerst die Geschichte der Generals. Ohne Stadion in der Stadt konnte das Team nicht weiter bestehen.

### Neugründung 1962
Bereits 1960 begann Wren Blair Gespräche mit dem Präsidenten der Boston Bruins, Weston Adams, über eine zukünftige Zusammenarbeit und den Bau einer neuen Halle in Oshawa. Man einigte sich und plante den Bau des Oshawa Civic Auditorium, das 1964 fertiggestellt wurde.
Schon zur Saison 1962/63 spielten die Generals wieder in der Metro Junior A League. Die Spiele wurden in Toronto im Maple Leaf Gardens ausgetragen. Das Team spielte in rot, weiß und blau. Nach Auflösung der Liga 1963 schlossen sich die Generals wieder der Ontario Hockey Association an. Die Toronto Marlboros verdrängten die Generals aus dem Maple Leaf Garden und man spielte vorübergehend in Bowmanville. Ab 1965 übernahm das Team mit schwarz und gold die Farben der Boston Bruins. In diesen Jahren stand mit Bobby Orr einer der besten Eishockeyverteidiger in der Geschichte der NHL im Kader der Generals. Trainer war damals Bep Guidolin.
Nach wenig erfolgreichen Jahren kehrten die Generals Anfang der 1980er Jahre wieder auf die Erfolgsspur zurück. Tragisch war der Tod von Bruce Melanson, der im Jahr zuvor von den New York Islanders gedraftet worden war. Er verließ das Training und verstarb kurz darauf am Wolff-Parkinson-White-Syndrom.
1987 war man Gastgeber des Memorial-Cup-Turnieres. Ab 1989 hatte man mit Eric Lindros wieder einen Superstar in den Reihen. Eigentlich hätte er für die Sault Ste. Marie Greyhounds spielen sollen, weigerte sich aber dort hinzugehen. Mit Lindros konnte man nach 56 Jahren 1990 wieder den Memorial Cup gewinnen.
1997 konnte man erneut das Finalturnier um den Memorial Cup gewinnen. Im Kader war diesmal Marc Savard.
2004 kaufte John Davies die Generals. Mit John Tavares stand von 2005 bis 2009 eines der hoffnungsvollsten Talente im Kader der Generals. Im Jahre 2015 gewann man erstmals seit 1997 wieder den J. Ross Robertson Cup sowie wenig später den ersten Memorial Cup seit 1990.

## Logos

Logo von 1937 bis 1949
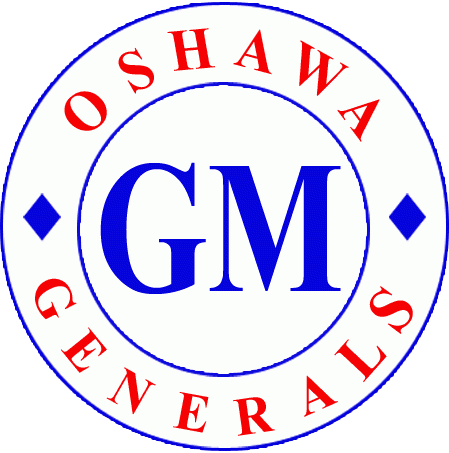
Logo von 1949 bis 1951
Logo von 1951 bis 1953
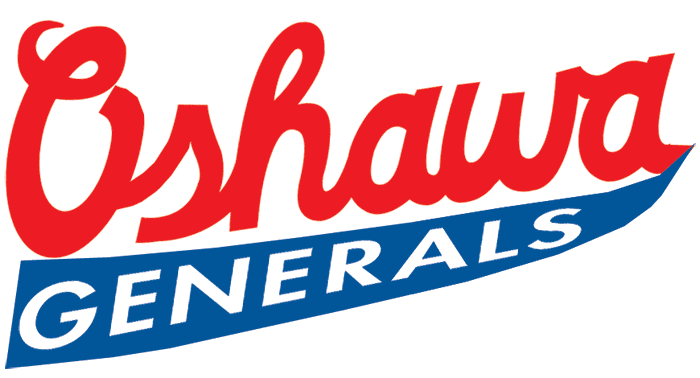
Logo von 1962 bis 1965
Logo von 1965 bis 1967
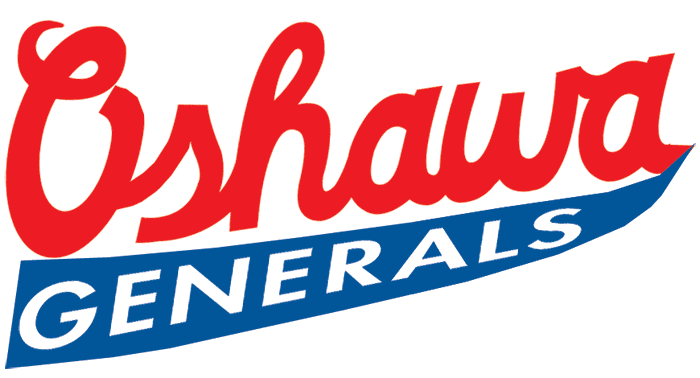
Logo von 1967 bis 1974
Logo von 1974 bis 1977
Logo von 1977 bis 1980
Logo von 1980 bis 1984
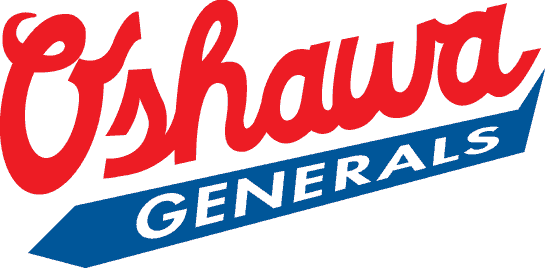
Logo von 1984 bis 2006
Aktuelles Logo seit 2006

## Erfolge
|  | Memorial Cups - 1938 Finalniederlage gegen die St. Boniface Seals - 1939 Finalsieg gegen die Edmonton Athletic Club - 1940 Finalsieg gegen die Kenora Thistles - 1942 Finalniederlage gegen die Portage la Prairie Terriers - 1943 Finalniederlage gegen die Winnipeg Rangers - 1944 Finalsieg gegen die Trail Smoke Eaters - 1966 Finalniederlage gegen die Edmonton Oil Kings - 1983 Finalniederlage gegen die Portland Winter Hawks - 1987 Finalniederlage gegen die Medicine Hat Tigers - 1990 Finalsieg gegen die Kitchener Rangers - 1997 3. Platz im Finalturnier J. Ross Robertson Cup - 1935 Finalniederlage gegen die Kitchener Greenshirts - 1938 Finalsieg gegen die Guelph Indians - 1939 Finalsieg gegen die Native Sons - 1940 Finalsieg gegen die Toronto Marlboros - 1941 Finalsieg gegen die Toronto Marlboros - 1942 Finalsieg gegen die Guelph Biltmore Mad Hatters - 1943 Finalsieg gegen die Brantford Lions - 1944 Finalniederlage gegen die Toronto St. Michael’s Majors - 1946 Finalniederlage gegen die Toronto St. Michael’s Majors - 1966 Finalsieg gegen die Kitchener Rangers - 1983 Finalsieg gegen die Sault Ste. Marie Greyhounds - 1987 Finalsieg gegen die North Bay Centennials - 1990 Finalsieg gegen die Kitchener Rangers - 1997 Finalsieg gegen die Ottawa 67’s - 2015 Finalsieg gegen die Erie Otters | Hamilton Spectator Trophy - 1986–1987 101 Punkte - 1989–1990 88 Punkte - 1990–1991 100 Punkte Division Trophies - 1986–1987 Leyden Trophy, Eastern Division - 1989–1990 Leyden Trophy, Eastern Division - 1990–1991 Leyden Trophy, Eastern Division - 2013–2014 Leyden Trophy, East Division - 2014–2015 Leyden Trophy, East Division George Richardson Memorial Trophy - 1938 Finalsieg - 1939 Finalsieg gegen die Maple Leafs de Verdun - 1940 Finalsieg gegen die Maple Leafs de Verdun - 1941 Finalsieg gegen die Royaux de Montréal - 1942 Finalsieg gegen die Ottawa St. Patrick’s College - 1943 Finalsieg gegen die Canadien junior de Montréal - 1944 Finalsieg gegen die Canadien junior de Montréal - 1966 Finalsieg gegen die Bruins de Shawinigan |

## Spieler

### Erstrunden-Draftpicks
| Draftjahr | Spieler           | Position | Team                  |
| --------- | ----------------- | -------- | --------------------- |
| 1969      | Ivan Boldirev     | 11.      | Boston Bruins         |
| 1970      | Bob Stewart       | 13.      | Boston Bruins         |
| 1971      | Terry O’Reilly    | 14.      | Boston Bruins         |
| 1973      | Rick Middleton    | 14.      | New York Rangers      |
| 1974      | Bill Lochead      | 9.       | Detroit Red Wings     |
| 1974      | Lee Fogolin       | 11.      | Buffalo Sabres        |
| 1976      | Paul Gardner      | 11.      | Kansas City Scouts    |
| 1979      | Tom McCarthy      | 10.      | Minnesota North Stars |
| 1980      | Rick Lanz         | 4.       | Vancouver Canucks     |
| 1981      | Joe Cirella       | 5.       | Colorado Rockies      |
| 1981      | Tony Tanti        | 12.      | Chicago Blackhawks    |
| 1982      | Dave Andreychuk   | 16.      | Buffalo Sabres        |
| 1983      | John MacLean      | 6.       | New Jersey Devils     |
| 1985      | Dan Gratton       | 10.      | Los Angeles Kings     |
| 1991      | Eric Lindros      | 1.       | Nordiques de Québec   |
| 1993      | Jason Arnott      | 7.       | Edmonton Oilers       |
| 1995      | Jeff Ware         | 15.      | Toronto Maple Leafs   |
| 1998      | Bryan Allen       | 4.       | Vancouver Canucks     |
| 2002      | Ben Eager         | 23.      | Phoenix Coyotes       |
| 2003      | Nathan Horton     | 3.       | Florida Panthers      |
| 2008      | Michael Del Zotto | 20.      | New York Rangers      |
| 2009      | Calvin de Haan    | 12.      | New York Islanders    |
| 2011      | Nicklas Jensen    | 29.      | Vancouver Canucks     |
| 2012      | Scott Laughton    | 20.      | Philadelphia Flyers   |
| 2014      | Michael Dal Colle | 5.       | New York Islanders    |

### Weitere ehemalige Spieler
- Anthony Aquino
- Jan Benda
- Eric Boulton
- Josh Brown
- Anthony Cirelli
- Cal Clutterbuck
- Mike Craig
- Dale Craigwell
- Floyd Curry
- Alex Delvecchio
- Iain Fraser
- Jeff Hackett
- Charlie Huddy
- Boone Jenner
- Claude Julien (als Trainer)
- Petr Kopta
- Ted Lindsay
- Bob McGill
- Kirk McLean
- Roland Melanson
- Kevin Miehm
- Michal Neuvirth
- Bobby Orr
- Andrew Peters
- Wayne Primeau
- Paul Ranger
- Andy Reiss
- Marc Savard
- Travis Scott
- Jarrod Skalde
- Ahren Spylo
- John Stevens
- Greg Stefan
- Bill Stewart
- Dale Tallon
- John Tavares
- John Tripp

### Gesperrte Trikotnummern
Folgende Spieler haben sich um den Verein verdient gemacht, sodass ihre Rückennummern zu ihren Ehren nicht mehr vergeben werden:
- 2 – Bobby Orr (am 27. November 2008)
- 9 – Red Tilson (am 12. November 2006)
- 88 – Eric Lindros (am 6. März 2006)